# Adult Swim Egyesült Államok
Az Adult Swim Egyesült Államok az Adult Swim amerikai egyesült államokbeli adásváltozata, amely a Cartoon Network Egyesült Államok helyén látható keleti parti idő szerint este 8 (korábban este 9, illetve 10) és reggel 6 között. A célközönség a 18 év feletti nézők, szemben a napközben sugárzó Cartoon Network gyermek és tini célközönségével.
Rendelkezik egy időcsúsztatott változattal is, amely három órával később sugároz az eredetinél.

## Honlap

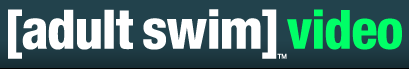
Az Adult Swim Video logója 2012 végéig

A csatorna hivatalos honlapja az AdultSwim.com. Itt megtalálhatóak a sorozatok részei video on demand módban az AdultSwimTV.com-on (korábban Adult Swim Video), fórum, online játékok, zenék, letöltések, a műsorok oldalai és 2012. április 16-áig vásárolni is lehetett.